# رفائيل باكا
رفائيل باكا (بالإسبانية: Rafael Baca) (11 سبتمبر 1989 في المكسيك - ) هو لاعب كرة قدم مكسيكي في مركز الوسط. لعب مع سان خوسيه إيرثكويكس وكروز آزول وCruz Azul Hidalgo ‏.

## روابط خارجية
- رفائيل باكا على موقع الدوري الأمريكي (الإنجليزية)
- رفائيل باكا على موقع قاعدة بيانات كرة القدم.إي يو (الإنجليزية)
- رفائيل باكا على موقع Soccerway.com (الإنجليزية)
- رفائيل باكا على موقع AS.com (الإسبانية)